# Infond Open 2011
L'Infond Open 2011 è stato un torneo professionistico di tennis femminile giocato sulla terra rossa. È stata l'8ª edizione del torneo, che fa parte dell'ITF Women's Circuit nell'ambito dell'ITF Women's Circuit 2011. Si è giocato a Maribor in Slovenia dal 28 maggio al 5 giugno 2011.

## Partecipanti

### Teste di serie
| Nazionalità | Giocatrice         | Ranking* | Testa di serie |
| ----------- | ------------------ | -------- | -------------- |
| Argentina   | María Irigoyen     | 195      | 1              |
| Croazia     | Ana Vrljić         | 205      | 2              |
| Slovenia    | Maša Zec Peškirič  | 208      | 3              |
| Russia      | Elena Bovina       | 227      | 4              |
| Colombia    | Catalina Castaño   | 230      | 5              |
| Portogallo  | Maria João Koehler | 240      | 6              |
| Francia     | Irena Pavlović     | 243      | 7              |
| Francia     | Audrey Bergot      | 247      | 8              |

- Ranking al 23 maggio 2011.

### Altre partecipanti
Giocatrici che hanno ricevuto una wild card:
- Nastja Kolar
- Janine Koleta
- Tjaša Šrimpf
- Dunja Šunkić

Giocatrici che sono passate dalle qualificazioni:
- Doroteja Erić
- Sina Haas
- Tereza Mrdeža
- Yvonne Neuwirth
- Teliana Pereira
- Bibiane Schoofs
- Milana Špremo
- Romana Tabak
- Karen Castiblanco (Lucky Loser)
- Teresa Malíková (Lucky Loser)

## Campionesse

### Singolare
Nastja Kolar ha battuto in final  Maša Zec Peškirič con il punteggio di 7–5, 6–4

### Doppio
Karen Castiblanco /  Adriana Pérez hanno battuto in finale  Ani Mijačika /  Ana Vrljić con il punteggio di 6–3, 7–6(9)